# Torre Le Nocelle
Torre Le Nocelle – miejscowość i gmina we Włoszech, w regionie Kampania, w prowincji Avellino.
Według danych na 1 stycznia 2022 roku gminę zamieszkiwały 1182 osoby (592 mężczyzn i 590 kobiet).